# Resclosa de la Manola
La Resclosa de la Manola és una peixera de Girona inclosa a l'Inventari del Patrimoni Arquitectònic de Catalunya.

## Descripció
És un edifici mig ruïnós que era la resclosa i comporta del molí de La Manola-L'Aurora que es troba al núm. 97 del mateix carrer. Fet en dos aparells de pedra, part baixa de carreus ben treballats: entrada i sortida de l'aigua a l'edifici, per arcs rebaixats i carpanell, de dos conductes, per la cara interior, la porta dovellada amb dovella central amb l'escut de Girona i data 1583. La resta és de pedruscall i ruïnes. Resten alguns aparells de la resclosa i comportes. La cantonera a la carretera conserva una pedra cantonera amb l'escut de Girona.

## Història
Sembla que els primers vestigis eren del segle xii, i que podia ser una petita central d'aigua de l'Hospital de Sant Llàtzer. Al 1581 esdevenen propietat municipal en ser comprat per en Gerònim Civera i Querol per 100 lliures.